# Luis González Velázquez
Luis González Velázquez – hiszpański malarz barokowy.
Pochodził z rodziny o tradycjach artystycznych. Jego ojciec Pablo González Velázquez był rzeźbiarzem, a młodsi bracia Antonio i Alejandro także zostali malarzami. Razem z braćmi pracował przy realizacji malowideł ściennych na sklepieniu i kopule kościoła klasztornego Salezjanów w Madrycie. Wykładał malarstwo na madryckiej Królewskiej Akademii Sztuk Pięknych św. Ferdynanda.